# Scopula isomerica
Scopula isomerica là một loài bướm đêm trong họ Geometridae.